# 금수회의록
금수회의록(禽獸會議錄)은 1908년에 나온 안국선의 소설이다. 동물들이 토론을 하며 인류를 비판하는 토론체 우화 소설이다. 일제가 1909년 최초로 금서로 지정했다.

## 줄거리
이야기꾼(서술자)는 고전소설의 서사양식인 몽유록 양식으로써 즉, 꿈속에서 이야기꾼이 활동하는 이야기를 가상독자들에게 들려준다. "나"는 꿈속에서 금수회의소라는 곳에 가게 된다. 그곳에 많은 동물들이 인간의 온갖 악행에 대해 토론을 한다.
- 제 일석 반포지효 : 까마귀가 인간의 불효함을 비판한다. 반포지효라는 말은 까마귀가 늙은 부모를 돌본다는 뜻이다.
- 제 이석 호가호위 : 여우가 인간의 간사함을 비판한다.
- 제 삼석 정와어해 : 개구리가 인간의 견문이 좁음을 비판한다.
- 제 사석 구밀복검 : 벌이 인간이 말은 달콤하게 하나 속은 칼 즉, 해칠 생각만 가짐을 비판한다.
- 제 오석 무장공자 : 게가 인간의 장난스러움을 비판한다. 무장공자란 속이 없는 자라는 뜻으로 인간의 가벼움을 뜻한다.
- 제 육석 영영지극 : 파리가 인간의 권력욕을 비판한다.
- 제 칠석 가정맹어호 : 호랑이가 인간의 가혹함과 탐욕을 비판한다. 가정맹어호는 민중을 탄압하는 가혹한 정치가 있는 곳이 호랑이가 횡포를 부리는 곳보다 무섭다는 뜻으로 공자의 가르침중 하나이다.
- 제 팔석 쌍거쌍래 : 원앙이 인간의 음탕함을 비판한다.

회의가 끝나고 "나"는 "예수님의 말씀을 들으니, 하나님이 아직도 사람을 사랑하신다 하니, 사람들이 악한 일을 많이 하였을지라도 회개하면 구원 얻는 길이 있다 하였으니, 이세상에 있는 여러 형제 자매는 깊이깊이 생각하시오."라고 한다.

## 표절 논란
세리카와 데쓰요(芹川哲世)는 금수회의록이 다지마 쇼지(田島象二)의 신소설 《인류공격금수국회》(人類攻撃禽獣国会)의 번안소설이라는 주장을 하였는데, 그 근거로 금수를 통해 인간을 풍자하는 기법과 형식의 유사점 등을 들었다. 한편 왕희자는 두 작품 사이의 주제·사상과 풍자하고자 하는 시대상 등에 차이가 있음을 논증한 뒤, 서로 유사성은 있을지언정 안국선이 다지마의 영향을 받았다고는 할 수 없으며 더구나 번안이라고는 할 수 없다고 반박하였다.

## 같이 보기
- 공진회
- 혈의 누